# 21 oktober
21 oktober är den 294:e dagen på året i den gregorianska kalendern (295:e under skottår). Det återstår 71 dagar av året.

## Namnsdagar

### I den svenska almanackan
- Nuvarande – Ursula och Yrsa
- Föregående i bokstavsordning
  - Birger – Namnet infördes, vid sidan av Brigida, 1680 på 1 februari, men utgick 1823, till förmån för Maximiliana. 1901 återinfördes det, men då på dagens datum (till minne av Birger jarl, som dog denna dag 1266). Där fanns det fram till 2001, då det flyttades till 9 juni.
  - Brita – Namnet förekom på 1790-talet på 7 oktober, men utgick sedan. 1986 infördes det på dagens datum, men utgick 1993.
  - Britta – Namnet infördes på dagens datum 1986, men flyttades 1993 till 7 oktober, där det har funnits sedan dess.
  - Börje – Namnet infördes 1901 på 9 juni. 1993 flyttades det till dagens datum, men återfördes 2001 till 9 juni.
  - Elvatusen jungfrur – Denna benämning på dagens datum fanns där före 1620, då den flyttades till 20 oktober. 1680 återfördes den till dagens datum, men utgick 1753. Den fanns där till minne av en medeltida legend om just 11 000 jungfrur, som ska ha fallit offer för vilda hunner i Köln. I de medeltida kalendarierna stod det XIM Virgines, vilket egentligen betyder elva martyrjungfrur. Redan under medeltiden misstolkade man XIM (elva martyrer) som 11 000 (vilket dock är felaktigt; 11 000 skrivs med elva M i rad enligt romerska siffror).
  - Ursula – Namnet infördes, till minne av den mest kända av de elvatusen jungfrurna, som hade detta namn, på dagens datum 1620. Det fanns där, även i formen Ursila fram till 1901, då det utgick. 1986 återinfördes det på 22 oktober, men flyttades 1993 till 25 maj och 2001 tillbaka till dagens datum.
  - Yrsa – Namnet infördes 1986 på 11 april, men utgick 1993, för att sedan återinföras på dagens datum 2001.
- Föregående i kronologisk ordning
  - Före 1620 – Elvatusen jungfrur
  - 1620–1679 – Ursula
  - 1680–1752 – Ursula och Elvatusen jungfrur
  - 1753–1900 – Ursula
  - 1901–1985 – Birger
  - 1986–1992 – Birger, Brita och Britta
  - 1993–2000 – Birger och Börje
  - Från 2001 – Ursula och Yrsa
- Källor
  - Brylla, Eva (red.). Namnlängdsboken. Gjøvik: Norstedts ordbok, 2000 ISBN 917227204X
  - af Klintberg, Bengt. Namnen i almanackan. Gjøvik: Norstedts ordbok, 2001 ISBN 9172272929

### Finlandssvenska almanackan
- Nuvarande från 1950[1] – Ursula
- I föregående revideringar[a][2]
  - 1929–1949 – Birger

## Händelser
- 686 – Sedan Johannes V har avlidit den 2 augusti väljs Konon till påve.
- 1032 – Sedan Johannes XIX har avlidit dagen före väljs Theophylactus av Tusculum till påve och tar namnet Benedictus IX.
- 1368 – Påven Urban V möter kejsar Karl IV i Rom och den heliga Birgitta kan till slut be påven godkänna hennes orden.
- 1422 – Vid Karl VI:s död utropas hans son Karl VII till kung av Frankrike i Bourges, medan den nytillträdde engelske kungen Henrik VI utropas till kung av Frankrike i Paris.
- 1520 – Ferdinand Magellan upptäcker ett sund som senare kommer att kallas Magellans sund som skiljer Eldslandet från fastlandet i Sydamerika.
- 1600 – Slaget vid Sekigahara, det mest legendariska slaget i japanska historien, då Tokugawa Ieyasu vinner en stor seger och kan ena landet under Tokugawashogunatet.
- 1805 – Slaget vid Trafalgar utanför Spaniens kust; amiral Lord Horatio Nelson stupar ombord på HMS Victory, men britterna besegrar fransmännen och Trafalgar går till historien som en av brittiska flottans största segrar genom tiderna.
- 1862 – USA erkänner Liberia.[3]
- 1888 – Socialdemokraterna i Schweiz grundas.
- 1919 – Republiken Österrike utropas.[4]
- 1937 – Roberto Ortiz väljs till Argentinas president.
- 1959 – Konstmuseet Solomon R. Guggenheim Museum signerat Frank Lloyd Wright invigs i New York, USA.
- 1966 – En jättehög av kol och slagg sätter sig i rörelse i Aberfan, Wales efter häftigt regn. 144 personer omkommer, 116 av dem skolbarn, och en småskola och 15 andra hus begravs.
- 2001 – Hammarby IF säkrar sitt enda SM-guld i fotboll då man slår Örgryte hemma på Söderstadion med 3–2.

## Födda
- 1755 – Caleb Hillier Parry, brittisk läkare.
- 1708 – Joachim von Düben den yngre, svensk friherre, ämbetsman och politiker samt kanslipresident 23 april–22 augusti 1772.
- 1772 – Samuel Taylor Coleridge, brittisk författare.
- 1779 – Gustaf Fredrik Wirsén, ämbetsman och politiker, ledamot av Svenska Akademien.
- 1790 – Alphonse de Lamartine, fransk författare och politiker.
- 1800 – Robert Rhett, amerikansk politiker.
- 1833 – Alfred Nobel, svensk uppfinnare, kemist, entreprenör och donator.
- 1838 – Ludvig I av Portugal, kung av Portugal 1861–1889.
- 1860 – Billy Claiborne, amerikansk brottsling, deltagare i revolverstriden vid O.K. Corral.
- 1862 – Folke Zettervall, svensk arkitekt.
- 1869 – Stina Berg, svensk skådespelare.
- 1880 – Viking Eggeling, svensk konstnär och filmare.
- 1891 – Edith Wallén, svensk skådespelare.
- 1892 – Lidija Lopuchova, rysk ballerina.
- 1893 – Mauritz Strömbom, svensk skådespelare.
- 1895 – Edna Purviance, amerikansk skådespelare.
- 1896 – Evgenij Sjvarts, rysk författare.
- 1901 – Joseph S. Clark, amerikansk demokratisk politiker, senator (Pennsylvania) 1957–1969.
- 1909 – Heinrich Bleichrodt, tysk ubåtsbefälhavare.
- 1912 – Georg Solti, ungersk-brittisk dirigent.
- 1914 – Martin Gardner, amerikansk matematiker, författare och kolumnist.
- 1917
  - Dizzy Gillespie, amerikansk jazztrumpetare och orkesterledare.
  - Thorbjörn Widell, svensk skådespelare.
- 1924 – Sten Gester, svensk skådespelare.
- 1926 – Don Elliott, amerikansk jazztrumpetare.
- 1927 – Nadia Nerina, sydafrikansk ballerina.
- 1928 – Whitey Ford, amerikansk basebollspelare.
- 1929 – Ursula K. Le Guin, amerikansk författare.
- 1932 – R.J. Rummel, amerikansk statsvetare.
- 1934 – Jerry Lewis, amerikansk republikansk politiker, kongressledamot 1979–2013.
- 1940 – Manfred Mann, sydafrikansk-brittisk musiker.
- 1944
  - Butch Miller, nyzeeländsk skådespelare.
  - Jean-Pierre Sauvage, fransk kemist, mottagare av Nobelpriset i kemi 2016.
- 1949 – Benjamin Netanyahu, israelisk premiärminister 1996–1999, 2009–2021.
- 1953 – Peter Mandelson, brittisk politiker (Labour), parlamentsledamot 1992–2001, EU-kommissionär 2004–2008.
- 1956 – Carrie Fisher, amerikansk skådespelare och författare.
- 1957 – Wolfgang Ketterle, tysk fysiker, mottagare av Nobelpriset i fysik 2001.
- 1962
  - Fredrik Sixten, svensk tonsättare och dirigent.
  - Pat Tiberi, amerikansk republikansk politiker.
- 1976 – Jani Mäkelä, finländsk politiker.
- 1980 – Kim Kardashian, amerikansk skådespelare, fotomodell , tv-personlighet.
- 1990 – Isabella Löwengrip, svensk bloggare och entreprenör, mer känd som Blondinbella.

## Avlidna
- 310 – Eusebius, påve
- 1221 – Alix av Bretagne, regerande hertiginna av Bretagne
- 1266 – Birger Magnusson (känd som Birger jarl), Sveriges jarl och styresman
- 1422 – Karl VI, kung av Frankrike
- 1556 – Pietro Aretino, italiensk författare, poet, dramatiker och satiriker under renässansen
- 1608 – Joen Petri Klint, svensk krönikör
- 1775 – François-Hubert Drouais, fransk konstnär
- 1805 – Horatio Nelson, Lord Nelson, brittisk sjömilitär
- 1887 – Albert Lindhagen, svensk stadsplanerare, jurist, riksdagsledamot och kommunalman
- 1909 – Martin N. Johnson, amerikansk republikansk politiker, senator (North Dakota)
- 1917 – Paul O. Husting, amerikansk demokratisk politiker, senator (Wisconsin)
- 1938 – Henry Heitfeld, amerikansk politiker, senator (Idaho)
- 1944 - Hilma af Klint, teosof, pionjär inom abstrakt måleri
- 1951 – Theodor Berthels, svensk skådespelare, regissör och manusförfattare
- 1961
  - Nils Ferlin, svensk poet
  - Hjördis Gille, svensk skådespelare
  - Karl Korsch, tysk marxistisk teoretiker
- 1967 – Fridtjof Mjøen, norsk skådespelare
- 1978 – Anastas Mikojan, sovjetisk politiker, president
- 1980
  - Vălko Tjervenkov, bulgarisk politiker
  - Hans Asperger, österrikisk pediatriker och docent
- 1983 – Alfred Dahlqvist, "Håsjö", svensk längdskidåkare, mottagare av Svenska Dagbladets guldmedalj 1941
- 1984 – François Truffaut, fransk regissör
- 1987 – He Yingqin, kinesisk politiker
- 1993 – Melchior Ndadaye, president i Burundi
- 1994
  - Thore Ehrling, svensk kompositör, arrangör av filmmusik, orkesterledare och musiker
  - Gustav Jonsson, ”Skå-Gustav”, svensk barnpsykiater som skapade barnbyn Skå
- 1995 – Shannon Hoon, amerikansk musiker
- 1999 – Lars Bo, dansk konstnär
- 2003 – Elliott Smith, amerikansk musiker
- 2006 – Peter Barkworth, brittisk skådespelare.
- 2008 – Sonja Bernadotte, grevinna, långvarig chef på Mainau
- 2009
  - Lionel Davidson, brittisk kriminalförfattare.
  - Mohammed Knut Bernström, svensk diplomat och översättare av Koranen
- 2012 – George McGovern, amerikansk politiker, senator (South Dakota), före detta presidentkandidat
- 2014
  - Gough Whitlam, australisk premiärminister
  - Benjamin ”Ben” Bradlee, amerikansk publicist och mångårig chefredaktör för Washington Post (bland annat under Watergateskandalen).
- 2019 – Bengt Feldreich, svensk radio- och TV-journalist, TV-producent, programledare, speakerröst
- 2021 – Einár, svensk rappare och låtskrivare
- 2023
  - Bobby Charlton, engelsk fotbollsspelare och tränare. VM-guld 1966
  - Reino Börjesson, svensk fotbollsspelare, VM-silver 1958
- 2024 – Paul Di'Anno, brittisk heavy metal-sångare

### Fotnoter
1. ↑  ”Universitetets namnsdagsalmanacka - Universitetets almanacksbyrå”. almanakka.helsinki.fi. Helsingfors universitet. https://almanakka.helsinki.fi/sv/kalender-2025/. Läst 22 februari 2025.
2. ↑  ”Namnsdagsrevideringar - Universitetets almanacksbyrå”. almanakka.helsinki.fi. Helsingfors universitet. https://almanakka.helsinki.fi/sv/namnsdagar/namnsdagsrevideringar.html. Läst 3 oktober 2020.
3. ↑  ”Liberia” (på engelska). World Statesmen. http://www.worldstatesmen.org/Liberia.htm. Läst 22 september 2012.
4. ↑  ”Austria” (på engelska). World Statesmen. http://www.worldstatesmen.org/Austria.html. Läst 22 november 2012.